# Згерський повіт
Згерський повіт (пол. powiat zgierski) — один з 21 земських повітів Лодзького воєводства Польщі.
Утворений 1 січня 1999 року в результаті адміністративної реформи.

## Загальні дані
Повіт знаходиться у північно-центральній частині воєводства.
Адміністративний центр — місто Згеж.
Станом на 1.01.2008 населення становить 161 012 осіб, площа 855,18 км².

## Демографія
Демографічні дані повіту станом на 31.12.2007:
|       | Всього  | Всього | Жінки  | Жінки | Чоловіки | Чоловіки |
| ----- | ------- | ------ | ------ | ----- | -------- | -------- |
|       | осіб    | %      | осіб   | %     | осіб     | %        |
| Повіт | 161 012 | 100    | 84 330 | 52,4  | 76 682   | 47,6     |
| Міста | 117 808 | 100    | 62 679 | 53,2  | 55 129   | 46,8     |
| Села  | 43 204  | 100    | 21 651 | 50,1  | 21 553   | 49,9     |